# Еленски езера
Еленски (Еленини) езера са група от три езера в Мальовишкия дял на Северозападна Рила, разположени на висока циркусна тераса източно от връх Мальовица. Циркусът е заграден от върховете Малка Мальовица, Орлето и Мальовица от север и запад и Еленин връх от юг.
Еленино езеро наричат най-голямото и най-високо разположеното от трите езера – туристите обикновено дори не виждат другите две, които са много по-малки и встрани от пътеката. То се намира на 2479 m н.в. и на 42°10′20″ с. ш. 23°22′08″ и. д. / 42.172222° с. ш. 23.368889° и. д. Има удължена форма с неправилни очертания с площ от 14 дка и дълбочина до 5 m. Дълго е 220 m, а средната му широчина е 62 m. Подхранва се предимно от топенето на преспите. Част от водите му се оттичат подпочвено към Малкото Еленино езеро. От западния му край се разкрива прекрасна гледка към връх Орловец. Покрай него преминава зимен вариант за изкачване на връх Мальовица, както и маркираната лятна пътека от хижа „Мальовица“ за връх Мальовица и хижа „Иван Вазов“.
По-ниското езеро има форма на петоъгълник и отстои само на 20 m северно от първото, на 2474 m н.в. Третото е най-малко, има удължена форма от северозапад на югоизток, разположено е на около 160 m североизточно от второто и е на 2403 m н.в. Оттичат се чрез малък поток в река Мальовица, десен приток на Черни Искър.